# Ramses (musical)
Ramses is een musical, geproduceerd door Albert Verlinde, geschreven door Dick van den Heuvel en geregisseerd door Peter de Baan, uitgebracht in het seizoen 2011/2012. De première was op 1 december 2011 en de laatste voorstelling werd gespeeld op 6 juni 2012 in het  DeLaMar Theater.
De voorstelling beschrijft het leven van de zanger en acteur Ramses Shaffy. In het verhaal wordt de oude Ramses Shaffy (gespeeld door acteur Hans Hoes) en later tijdens de tournee door Tom Jansen getoond, zoals hij de laatste jaren van zijn leven doorbracht in het Dr. Sarphatihuis. In een soort van delirium krijgt hij bezoek van zijn jongere "ik", gespeeld door William Spaaij. Samen laten ze het onstuimige verleden herleven, waarin de jonge Ramses de eerste stappen doet in het artiestenleven. Andere rollen in de voorstelling worden gespeeld door Cindy Bell als Liesbeth List en Thomas Cammaert als de acteur Joop Admiraal. Lidewij Benus speelt Ramses' verzorgster Edith.

## Rolverdeling
- Oude Ramses - Hans Hoes
- Oude Ramses - Tom Jansen
- Jonge Ramses - William Spaaij
- Liesbeth List - Cindy Bell
- Joop Admiraal - Thomas Cammaert
- verzorgster Edith - Lidewij Benus

## Productiemedewerkers
- Regie - Peter de Baan
- Script - Dick van den Heuvel
- Muzikale supervisie - Ad van Dijk
- Arrangementen - Ad van Dijk en Menno Theunissen
- Decorontwerp - Niek Kortekaas
- Lichtontwerp - Marc Heinz
- Geluidsontwerp - Jan Heideveld
- Kostuumontwerp - Jacqueline Steijlen
- Uitvoerend producent - Wendy Verhappen
- Producent - Albert Verlinde en Jeroen Dona namens V&V Entertainment